# جيف ستروكر
جيفري د. ستروكر (بالإنجليزية: Jeffrey D. Struecker)‏ (مواليد 1969 في فورت دودج، الولايات المتحدة) مؤلف وقس وفرد من قوات الصاعقة البرية في الجيش الأمريكي الذي شارك في معركة مقديشو في عام 1993. كما شارك في غزو بنما عام 1989 وفي الكويت خلال عملية عاصفة الصحراء. شارك ستروكر في تأليف خمسة كتب منشورة.
في معركة مقديشو عام 1993 كان ستروكر رقيبا وقائد فرقة يبلغ من العمر 24 عاما وعين في فرقة العمل كجزء من فوج الحارس الخامس والسبعين. قاد قافلة تتكون من ثلاث سيارات التي عادت إلى القاعدة بعد إطلاق النار المكثف حيث جرح جندي واحد وهو تود بلاكبيرن. في الفيلم على أساس المعركة سقوط الصقر الأسود أدى دور ستروكر الممثل بريان فان هولت.
بعد انتهاء خدمته في أبريل 2000 تخرج ستروكر من معهد لتعليم اللاهوت وأصبح قس. كقس خدم ستروكر في جولات متعددة في عملية الحرية الدائمة في أفغانستان وعملية حرية العراق في العراق. كانت مهمة ستروكر العسكرية الأخيرة كقس مع كتيبة القوات الخاصة الخاصة من فوج الحارس الخامس والسبعين. تقاعد ستروكر من الخدمة العسكرية النشطة في نهاية يناير 2011.